# 城市熱島

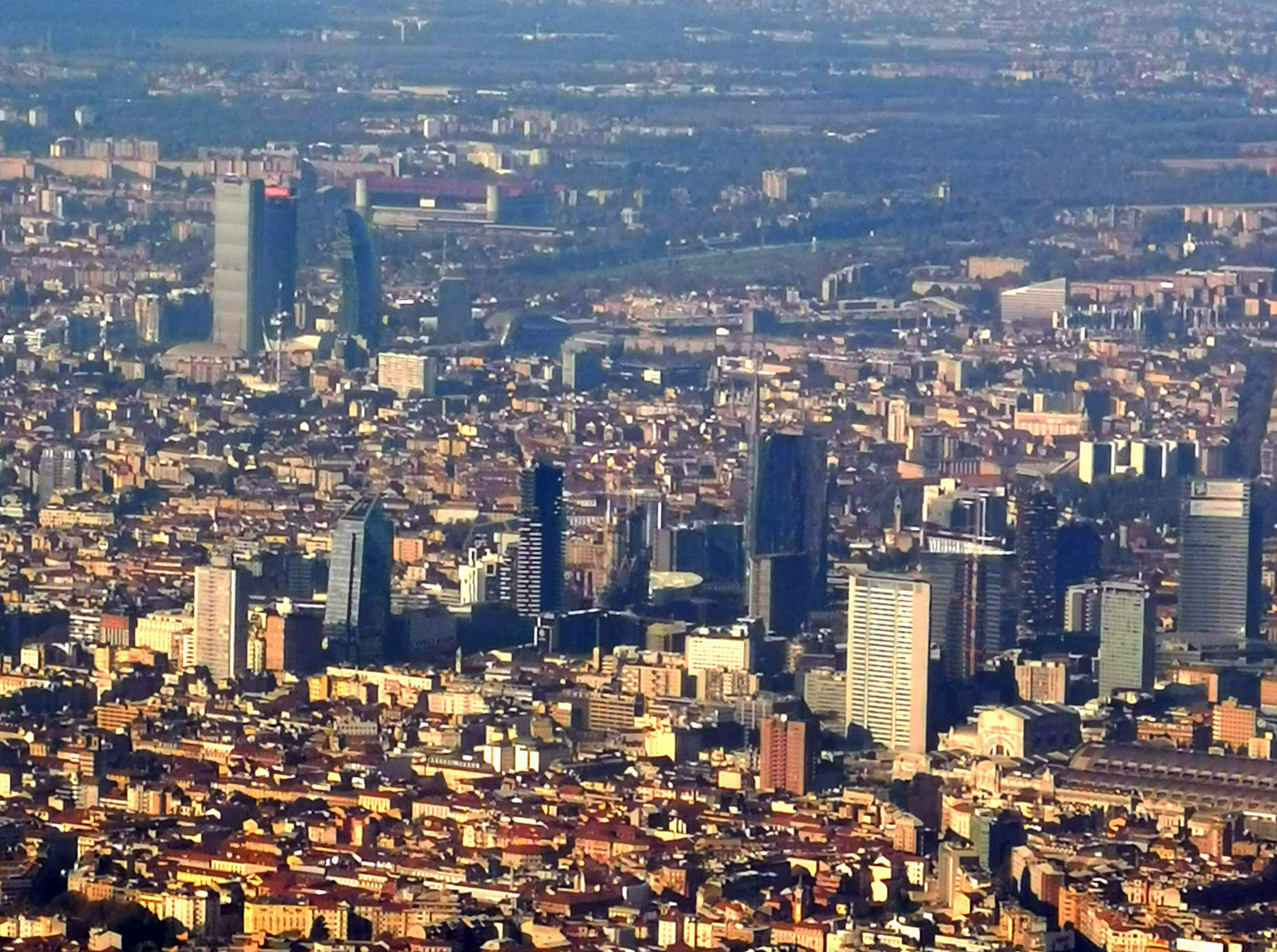
義大利大城市米蘭的建物密集，又缺乏綠地，會產生明顯的城市熱島效應。

城市熱島（英語：Urban heat island，UHI）指的是城市區域，由於人類活動的緣故，讓其溫度明顯比周邊的農村地區為高。兩者間的夜間溫度差距通常會高於日間的，碰到風力微弱的時候會更為明顯。城市熱島現象在夏季和冬季期間最為明顯。造成熱島效應的主要原因是地表受到人類改變的結果。一項研究顯示UHI會因靠近不同的地表而受到不同的影響，因此靠近荒地會讓城市區域變得更熱，而靠近植被覆蓋的土地會讓城市區域變得較為涼爽。使用能源而產生的廢熱是導致此種現象的次要原因。隨著人口中心增長，受影響的區域往往會擴大，而導致的平均溫度也更高。
城市下風處的月降雨量較大，也部分是由熱島效應造成。城市中心的熱度把植物的生長季節延長，並減少小型龍捲風發生的機會。熱島效應會增加污染物（例如臭氧）的產生而造成空氣污染，而溫暖的水進入區域中的溪流，會對其中生態系統造成壓力，產生水污染。
並非所有城市都有明顯的UHI現象，這種特徵在很大程度上取決於城市所在地區的氣候背景。城市內受到的影響會因環境條件不同而有很大差異。樹木和綠色空間可減少熱量，它們提供遮蔭並促進濕氣蒸發的冷卻效果。其他降低氣溫的做法包括有綠化屋頂、採用被動式日間輻射冷卻技術，以及在城市地區使用淺色表面（參見反射表面）和吸熱性較低的建築材料，用來反射更多的陽光，吸收更少的熱量。 
氣候變化不是導致UHI效應的原因，但會引起更頻繁、更強烈的熱浪，進而加劇城市的UHI效應。:993擁擠、密集的城市建築物會加劇這種效應，導致更高的溫度和更頻繁的此類現象。 
熱島（英語：heat island）一詞在UHI的語境之外，通常用於指代比周圍環境相對較熱，且受到人類活動干擾的區域。

## 描述

城市熱島效應會讓城區內溫度比鄰近郊區為高。

### 定義

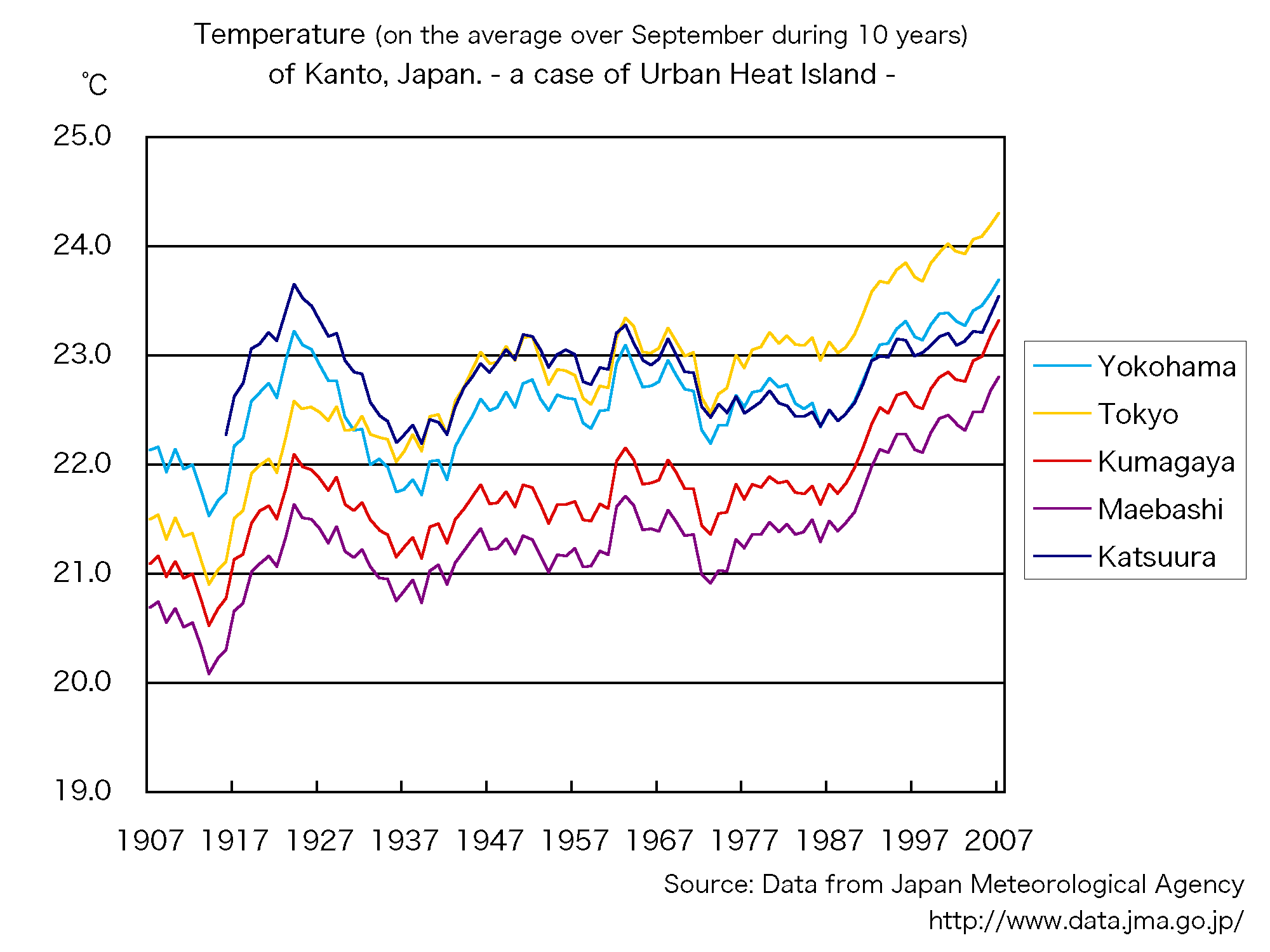
日本關東地方幾個大城市（包括東京）都有明顯的城市熱島效應，夏季溫度在21世紀初開始快速上升。

UHI的定義是：“較周圍農村地區具有較高氣溫的城市區域。”:2926這種相對熱度是由“土地利用、建成環境的配置和設計（包括街道佈局和建築規模、建築材料的吸熱性能）、通風減少、綠化和水景減少，以及由家庭和工業直接產生的熱排放，共同造成的熱量捕獲結果”。:2926

### 晝夜性變化

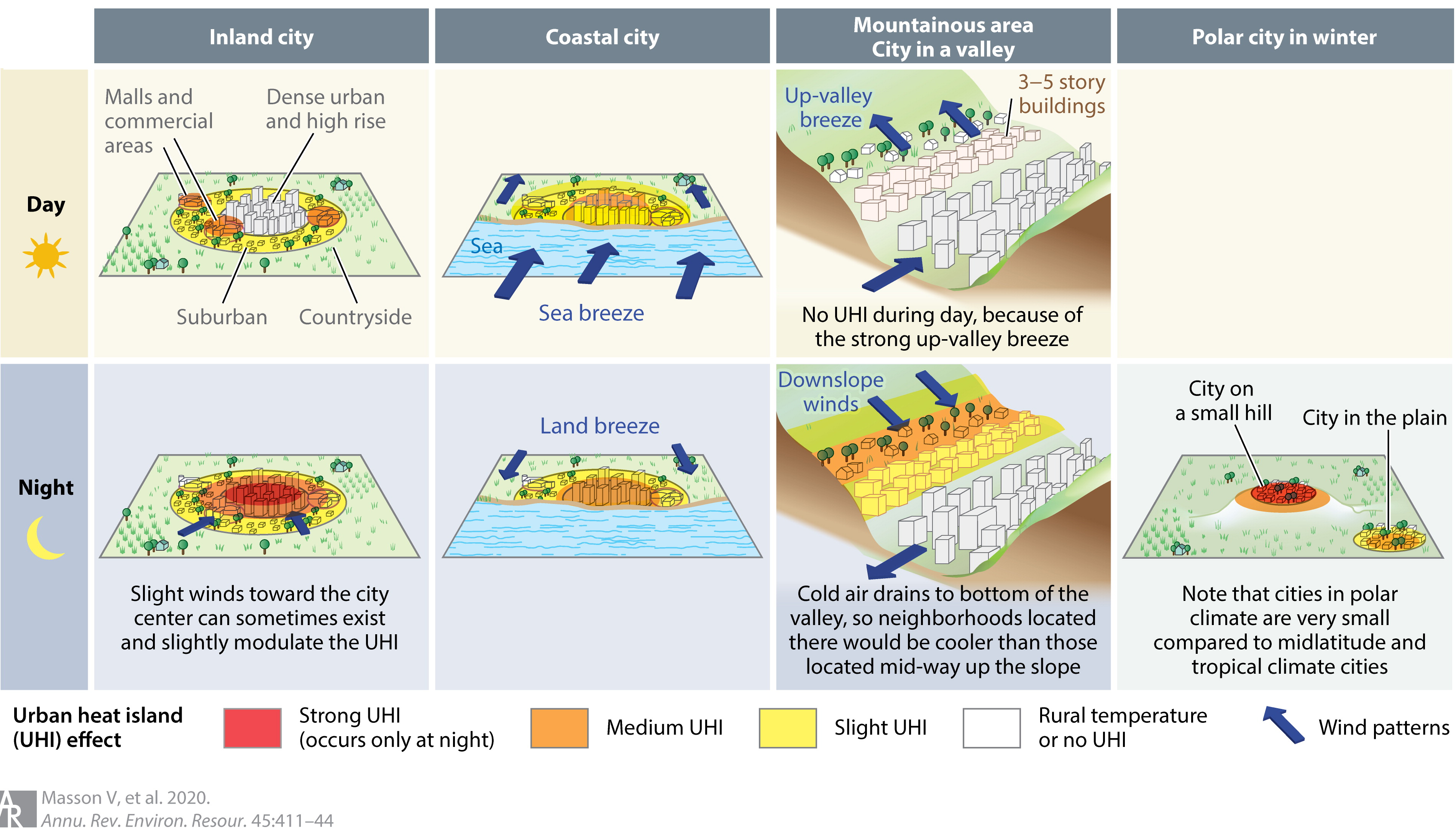
城市中有熱島效應，夜間與鄰近郊區會有較大的溫差表現，但效果會隨城市所處位置和地形而有差異。

對大多數城市來說，與周邊農村地區之間溫差最大的時候是在夜間，尤其是在冬季。兩個地區之間的典型溫差可達攝氏溫標數度。天氣報告中經常提到的內城與其周邊郊區之間的溫差如“市中心68°F（20°C），郊區64°F（18°C）”。美國兩區的白日溫差在0.6–3.9°C (1–7°F) 之間，而夜間溫差在1.1–2.8°C (2–5°F) 之間。對於較大的城市和空氣濕度高的地區，差異會更大。
雖然UHI在夜間通常有明顯較高的氣溫（稱為大氣UHI溫度(atmospheric urban heat island，AUHI )） ，但在UHI內的表面溫度（稱為表面UHI溫度(surface urban heat island，SUHI ）)會表現顯著而且有些矛盾的現象。
在整個白天，特別是當天空萬里無雲時，城市表面因吸收太陽輻射而變暖。城市地區的地表往往比周圍農村的暖得快。憑藉城市本身的高熱容量，城市表面充當巨大的熱能儲存庫。例如混凝土可容納的熱量大約是同等體積空氣的2,000倍，因此通過人造衛星熱遙感測，很容易看到UHI內白天較高的地表溫度。在白天變暖過程中，會在城市邊界層內產生大氣對流。理論上，由於大氣混合的結果，UHI內的氣溫擾動在白天通常是最小，或是不存在，但地表溫度可達到極高的水平。
到晚上，情況逆轉。因沒太陽能加熱而產生大氣對流，城市邊界層相對穩定。當穩定時，就會形成逆溫層，而把城市空氣困在地表附近，並讓仍然有熱量的城市表面持續為地表空氣加溫，讓UHI內夜間仍有較高的溫度。除城市地區具有的保溫特性外，城市內的夜間溫差最大值也可能是由於冷卻過程中經“天空視野”的阻擋而造成：城市表面在夜間主要是透過輻射到相對涼爽的天空而失去熱量，卻被市區的建築物阻擋。當風速低且天空萬里無雲時，城市內的熱量無法被風帶走，此時與周圍農村地區的溫差最大。

### 季節性變化
UHI溫差通常不僅在夜間比白天大，而且在冬季也比夏季大。在積雪常見的地區尤其如此，因為城市的積雪時間往往比周圍的農村地區為短（城市的絕緣能力較高，以及會鏟雪的緣故），城市的反照率因而會減少，而放大變暖的效果。農村地區有較高的風速，尤其是在冬季，也讓農村地區比城市地區會有較低溫度的作用。雨季和旱季明顯的地區在旱季會表現出更大的城市熱島效應。

### 模型與模擬
如果一個城市或城鎮有良好的天氣觀測系統，可直接測量UHI。另一種方法是使用複雜的位置模擬來計算UHI，或是使用近似的經驗法則。此類模型可把氣候變化，加計UHI因素，而用來估計城市氣溫升高的程度。
美國學者Leonard O. Myrup於1969年發表第一個綜合數值模型來預測城市熱島的影響。熱島效應是幾個相互間有競爭關係的物理過程所產生的結果。一般而言，城市中心的蒸發量減少以及城市建築和道路材料的熱性能是導致這種現象的主要引素。

## 成因

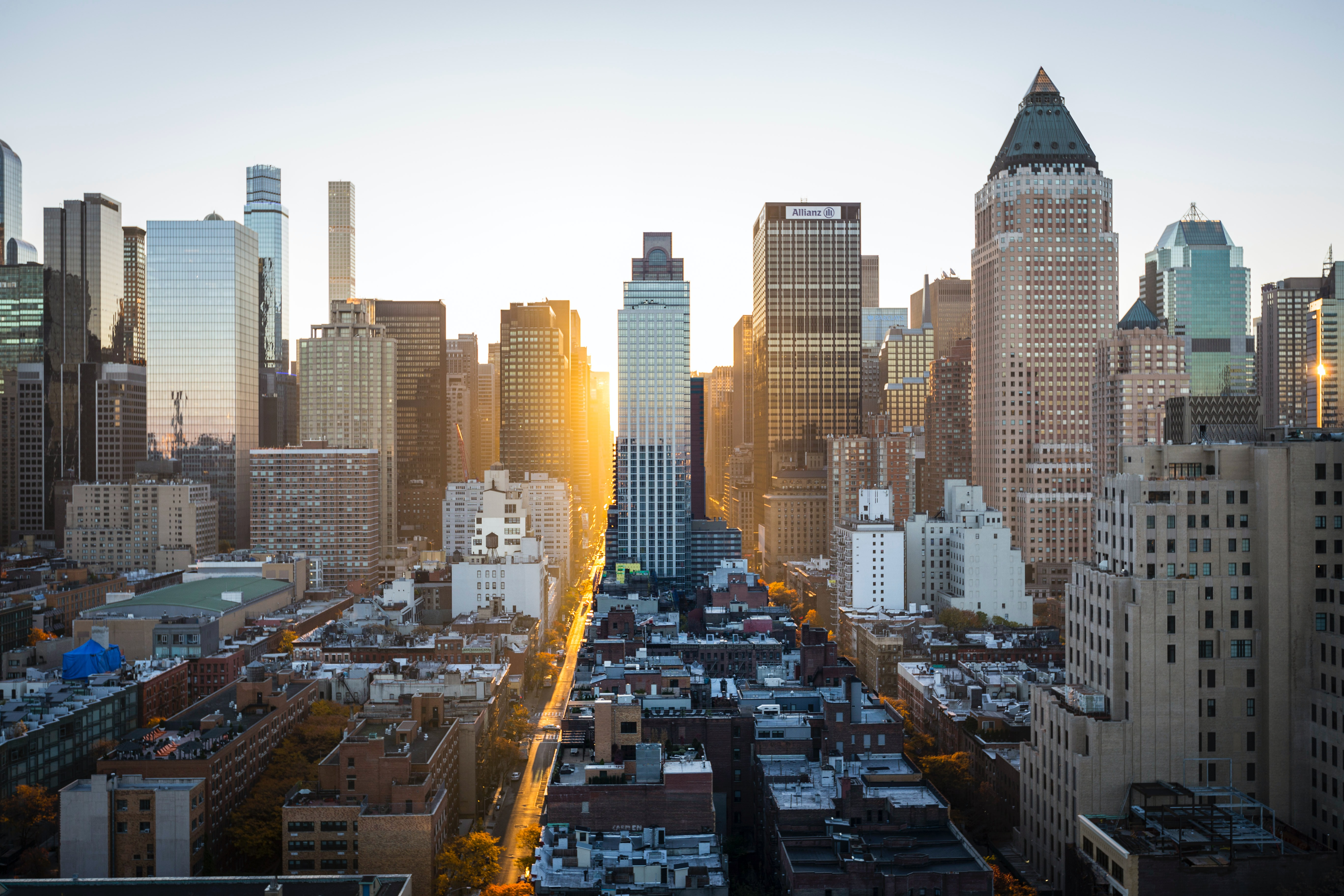
高聳建築密集的大城市案例：黃昏時的紐約市曼哈頓。

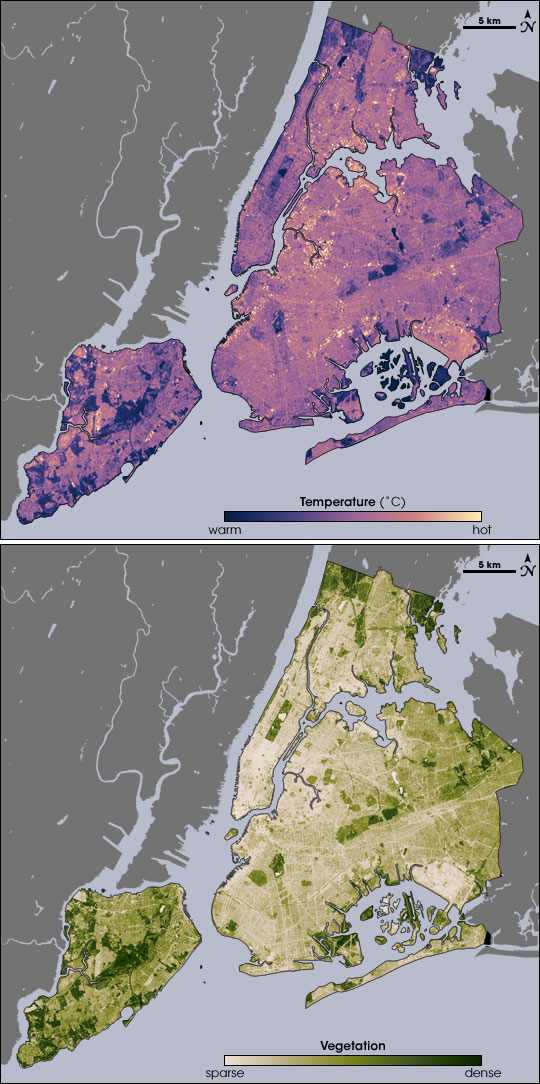
以紅外線熱成像法拍攝的紐約市衛星相片（上圖）與一般衛星相片（下圖）比較，顯示有植被處的溫度會較低。

導致UHI的成因有數種，例如深色表面會吸收更多的太陽輻射，由於城市中有眾多的道路和建築物聚集，在白天比郊區和農村地區會受熱更多；城市地區常用於構築人行道和屋頂的材料，例如混凝土和瀝青, 與周圍的農村地區相比會有顯著不同的熱體積特性（包括熱容量和熱導率）和表面輻射特性（反照率和發射率）。這情況導致城市地區的能量收支發生變化，通常的結果就是比周邊農村地區有更高的溫度。
另一個重要原因是城市地區缺乏蒸發散（例如缺乏植被的結果）。美國國家森林局在2018報告，該國城市每年少掉3,600萬棵樹。城市因植被面積減少，除失去樹木的遮蔭之外，也失去其蒸發散功能而產生的冷卻效果。
產生UHI的其他原因是幾何（位置、形狀和面積等）效應。許多城市地區的高層建築，增加數量龐大的反射和吸收陽光的表面，會提高城市地區的暖化效率。此現象被稱為“都市峽谷效應”。建築物的另一個作用是會擋風，也抑制會產生冷卻效果的大氣對流，並阻止污染物被吹散的機會。來自汽車、空氣調節、工業和其他來源的廢熱也對UHI推波助瀾。 
城市地區的高污染水平，也因其中許多成分會改變大氣的輻射特性，而促進UHI發生。UHI不僅會提高城市溫度，還會增加臭氧濃度，臭氧是種溫室氣體，它會隨著溫度的升高而加速形成。

### 氣候變化的放大效果
氣候變化並非造成UHI效應的原因，但有放大此效應的能力。聯合國的2022年IPCC第六次評估報告總結已有的研究結果說：“氣候變化增加城市的熱負荷風險 [...]並且放大跨亞洲城市的溫度，達到增加1.5°C或2°C的程度，這種增溫均高於目前的全球暖化平均值 [...]。”[:66報告接著說：“在一個暖化的世界裡，氣溫升高導致城市的UHI效應更為嚴重。一個主要風險是未來全球城市人口中的一半會受到城市熱浪的影響，對人類健康和生產力均會造成危害。:993
熱量與建成的基礎設施之間存在有害的相互作用：增加城市居民受熱負荷侵害的風險。:993

## 影響

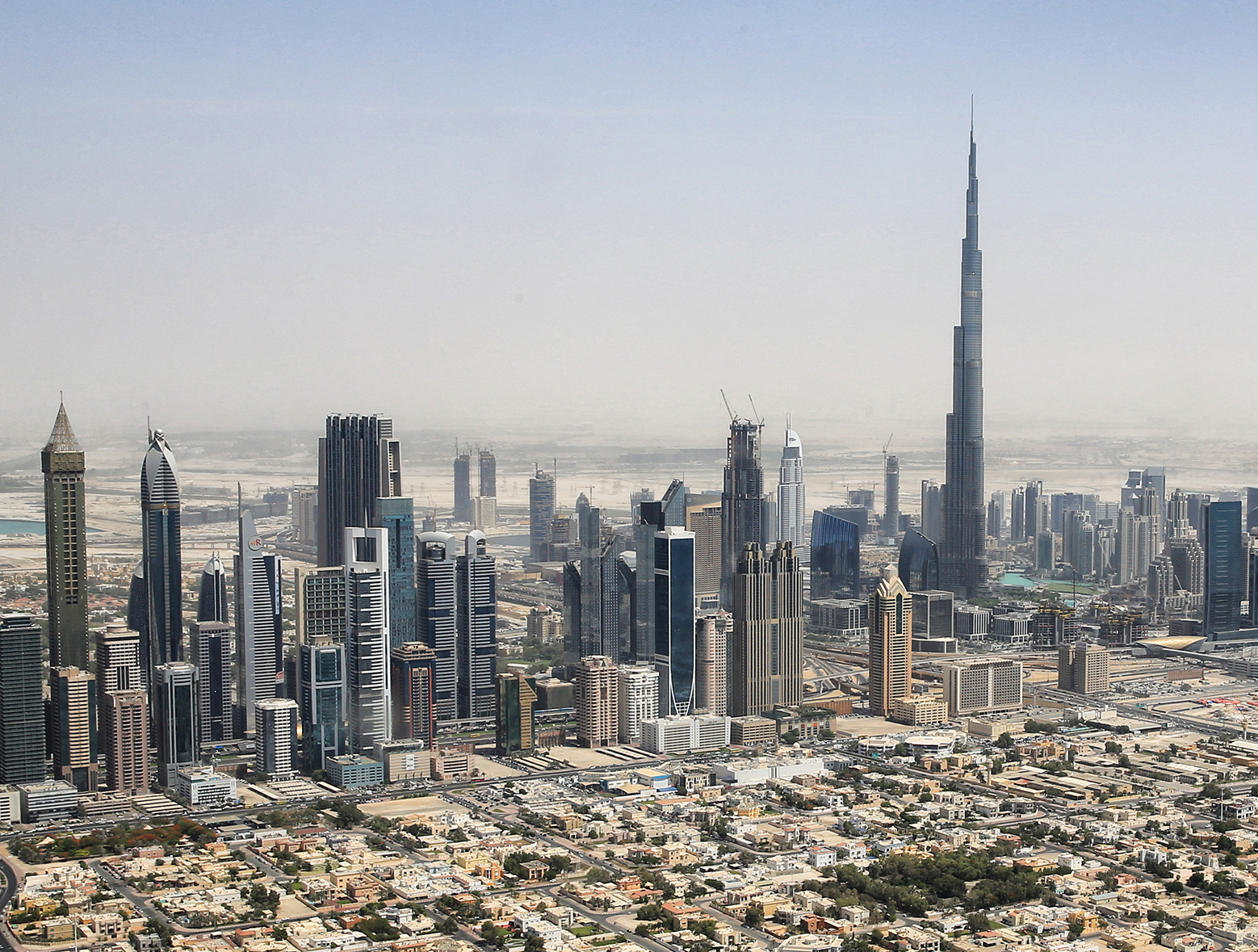
另一處城市化的案例：杜拜。

### 於天氣和氣候
UHI除會影響溫度之外，還會對當地氣象產生附帶影響，包括改變當地的風型、雲和霧的形成、濕度和降水率。UHI產生的額外熱量會導致更大的氣流向上運動，而引發額外的陣雨和雷暴活動。此外UHI在白天創造一個局部低壓區，吸引周圍農村環境相對潮濕的空氣向其匯聚，而為雲的形成提供更有利的條件。城市下風向的降水率因此會增加48%到116%。城市下風向介於20英里（32公里）至40英里（64公里）之間的地區與上風向地區相比，月降雨量會收變暖的影響而增加約28%。一些城市的總降水量會增加51%。
一項研究的結論是受UHI影響而改變氣候的區域，比城市自身區域大2-4倍。在1999年所做的一項城鄉比較顯示，UHI效應對全球平均溫度趨勢的影響很小。而另有人認為UHI效應會透過影響高速氣流而影響全球氣候。

### 於人類健康

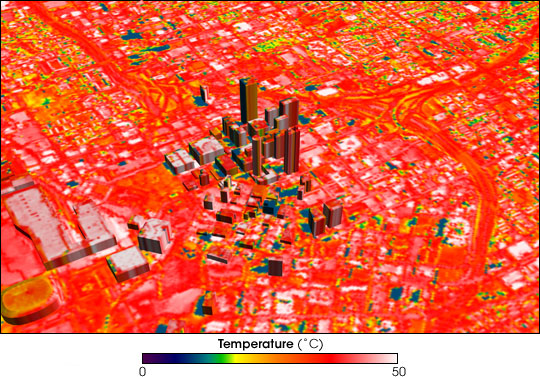
美國喬治亞州首府亞特蘭大，圖中藍色部分是涼爽地區、紅色是溫暖地區，而白色則是高熱地區。

UHI效應有可能會直接影響城市居民的健康和福祉。UHI的特點是升高溫度，它們會增加城市內熱浪的強度和持續時間。這種變暖會讓暴露在極端溫度下的人數增加。.UHI的夜間效應在熱浪期間尤其有害，因城市居民無法在夜間享受如農村地區的涼爽感覺。
據報導，溫度升高會導致熱病，例如中暑、熱衰竭、熱暈厥和熱痙攣。
高UHI強度與夜間空氣污染物濃度增加有關聯，而會影響第二天的空氣品質。 污染物包括有揮發性有機物、一氧化碳、氮氧化合物和懸浮微粒。這些污染物的生成加上較高的溫度可加速臭氧形成。地表臭氧被認為是種有害污染物。研究顯示因UHI而溫度升高，會增加污染的日數，但也確定其他因素（例如氣壓、雲量、風速）也會對污染造成影響。
針對香港所做的研究發現，城市室外空氣流通較差的地區與通風良好的地區相比，往往具有更強的UHI效應，居民全因死亡率也會明顯更高。

### 於水體與水生生物
UHI還會損害水質。雨水從溫熱的路面和屋頂表面把熱量攜帶進入雨水管道，然後進入小溪、河流、池塘和湖泊，提高該處的水溫。城市中水體的溫度升高會導致水中生物多樣性下降。例如在2001年8月，愛荷華州錫達拉皮茲的降雨導致附近溪流在一小時內上升10.5°C（18.9°F），而發生大量魚類死亡事件。應該是雨水把路面的餘熱帶入溪流所造成。類似事件在美國中西部，以及俄勒岡州和加利福尼亞州均發生過。快速的溫度變化會對水生生態系統造成壓力。
由於建築物的溫度有時會與周圍近地表氣溫相差超過50°F (28°C)，降水會迅速受其影響而升溫，而產生的徑流進入附近的溪流、湖泊和河流（或其他水體） ) 會形成熱污染。這種污染有時可讓水溫升高20至30°F（11至17°C），導致棲息在水體中的魚類遭受熱應力和衝擊。
透水性鋪面可讓水從路面滲入地下儲存設施來降低這些影響，而在這些設施的水分可經吸收和蒸發而消散。

### 於動物
擅長移居的物種可利用UHI提供的條件在其通常居住範圍之外的城市繁衍生息。案例有灰頭狐蝠和疣尾蝎虎。在澳大利亞墨爾本，因當地氣溫升高而有灰頭狐蝠來此定居。氣溫升高，導致冬季氣候變暖，讓墨爾本的氣候與該物種在更偏北的荒地棲息地更為相似。
在溫帶氣候區，UHI效應會延長生長季節，改變棲息物種的繁殖策略。
UHI效應改變自然選擇過程。選擇壓力如食物、捕食和水的時間變化等得以緩解，而產生一組新的選擇壓力。例如在城市棲息地內，昆蟲比農村地區更為豐富。昆蟲是變溫動物，依靠環境溫度來控制體溫，而城市溫暖的氣候非常適合它們茁壯成長。在北卡羅來納州羅里對一種學名為Parthenolecanium quercifex的介殼蟲進行的研究顯示，這種特殊物種更喜歡溫暖的氣候，因此在城市橡樹上的數量要多過在農村的。隨著時間的推移，它們已經適應溫暖的城市氣候。

### 於冷卻所需的能源
UHI效應產生的另一個後果是在相對炎熱的城市中，空調和製冷所需的能源會增加。UHI效應每年讓洛杉磯要多花費約1億美元的能源（2000年）。芝加哥、鹽湖城和多倫多等北部地區城市透過降低這類效應的做法，每年可節省大量能源。
美國每年有15%的能源用於應對這些城市熱島中建築物的空調之用。一篇在1998年發表的報導說，“空調需求在過去40年內增長10%”。家庭和企業主均可從建設涼爽的社區受益。

## 減少熱島效應的做法

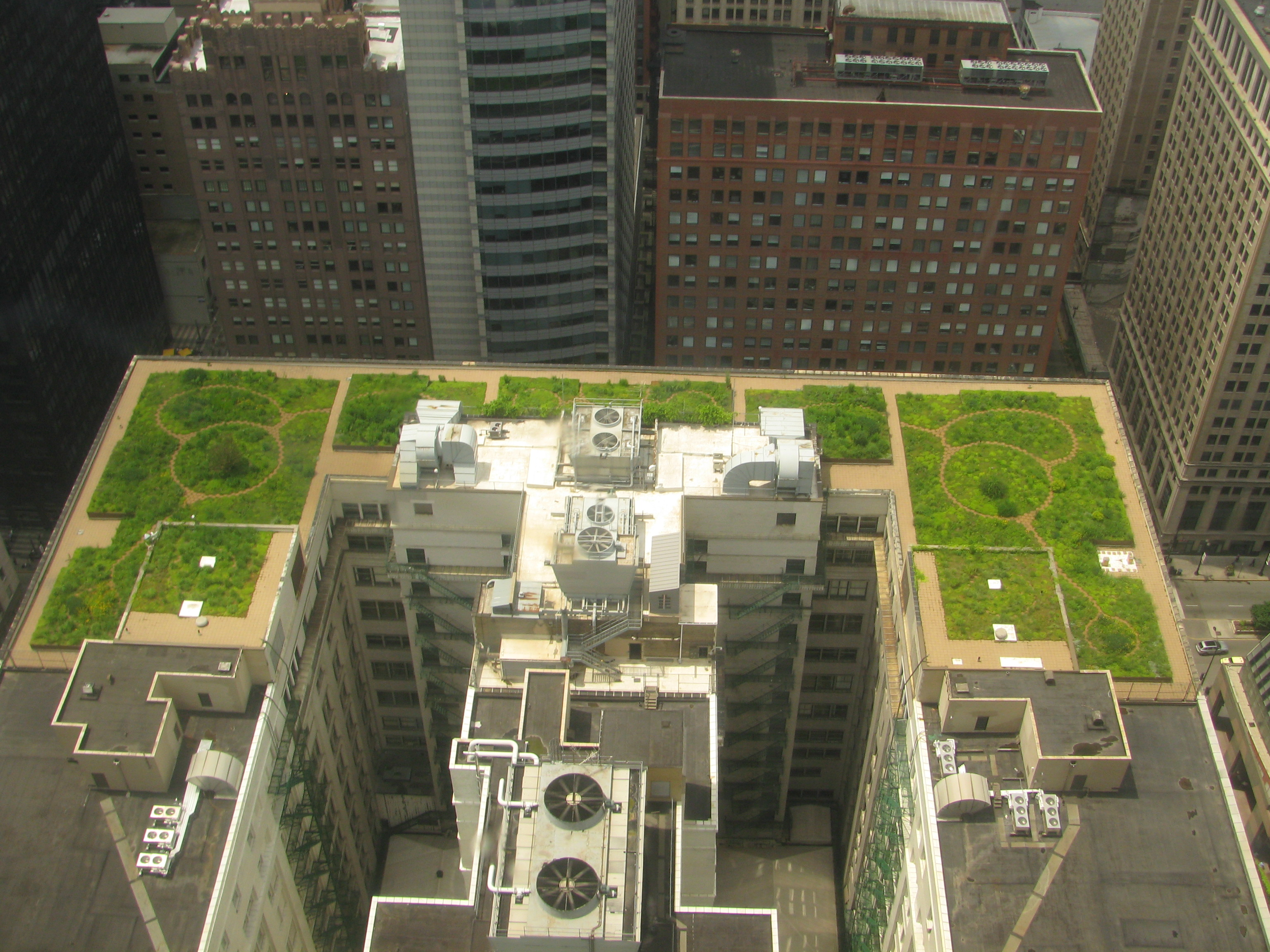
芝加哥市政廳的綠化屋頂。

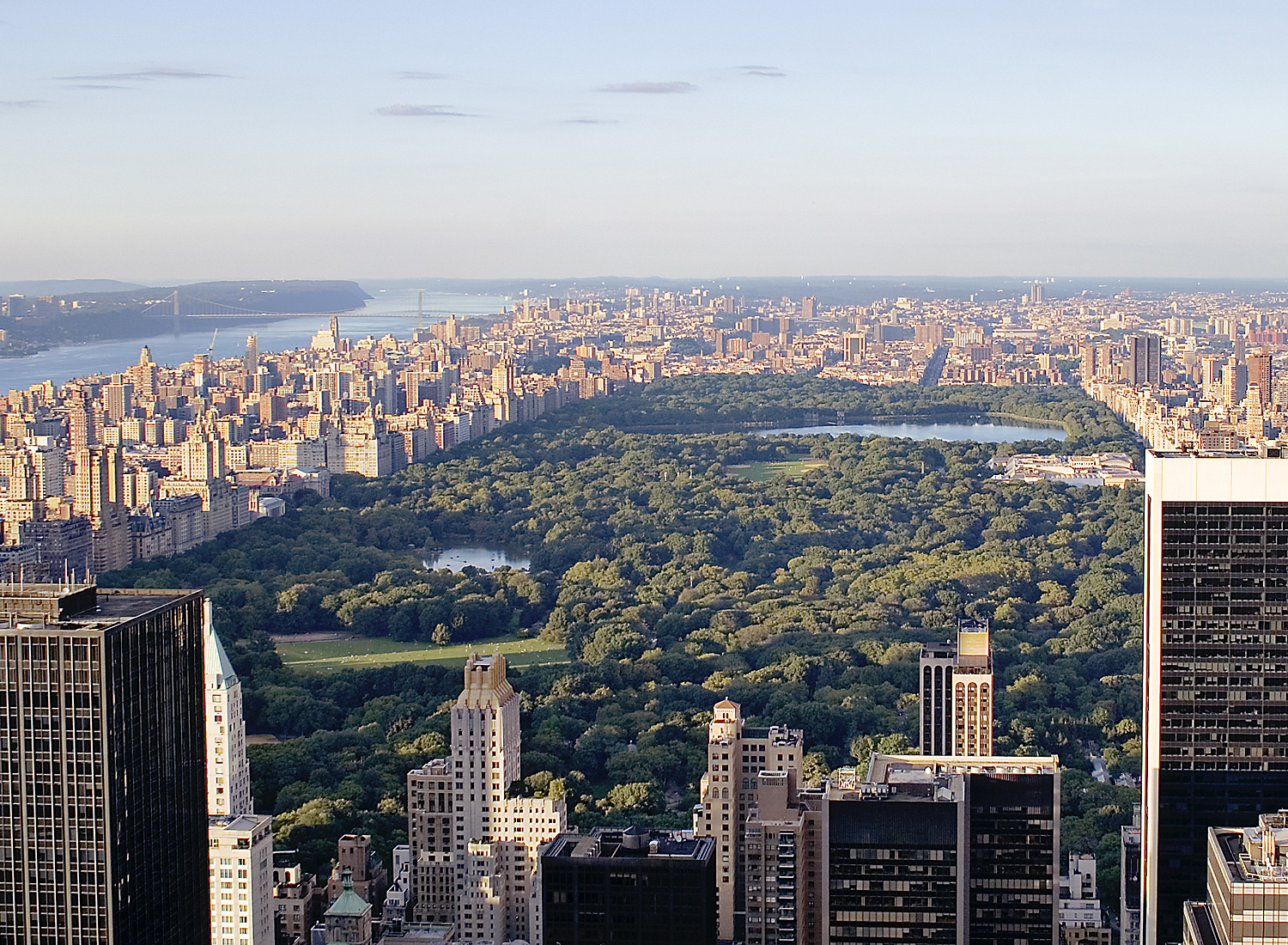
紐約市的中央公園，可以減少城市熱島效應。

減少城市過熱的策略有：植樹、採用建物反射表面和淺色混凝土、建設綠色基礎設施（包括綠化屋頂）、和運用被動式日間輻射冷卻技術。
城市地區與周邊郊區或農村地區之間的溫差可高達5°C (9.0°F)。有近40%的增長是由於城市內普遍採用深色屋頂，其餘來自深色路面，還有植被減少。使用白色或反光材料以建造房屋、屋頂、人行道和道路，可增加城市的整體反照率，而可稍微抵消UHI效應。

### 城市植樹
在城市普遍植樹是增加反照率和降低UHI效應的方式之一。落葉植物可提供許多好處，例如在夏天能提供更多遮蔭，而在冬天不會阻隔溫度。樹木是對抗大多數UHI效應的必要因素，它們可將氣溫降低10°F（5.6°C），而把地表溫度降低高達20-45°F（11-25°C） 。

### 白色屋頂和淺色混凝土
把屋頂漆成白色已成為減少UHI效應的常用策略。目前的城市中有許多深色表面，會降低城市的反照率，並吸收太陽熱量。白色屋頂可提高太陽反射率和輻射率，增加城市或區域的反照率，有明顯效果。
相對而言，把深色屋頂換掉，僅用到最少的成本就可獲得立即回報。由聚氯乙烯等反光材料製成屋頂可反射至少75%的太陽光線，並反射至少70%會被建築結構吸收的太陽輻射。相較之下，瀝青組合屋頂 (BUR)僅能反射6%到26%的太陽輻射。
使用淺色混凝土被證明可有效反射比瀝青多50%的光線，並降低環境溫度。黑色瀝青具有低反照率的特徵，會吸收大量的太陽熱量，而產生更暖的近地表溫度。使用淺色混凝土替代瀝青鋪路，可把社區平均溫度降低。但針對反照路面和建築物之間相互作用的研究發現，除非道路附近的建築物安裝有反光玻璃，否則由淺色路面反射的太陽輻射會增加建築物的溫度，而增加空調的需求。
目前有種太陽輻射反射率高達98.1%的被動式日間輻射冷卻塗料配方問世。 

### 綠色基礎設施

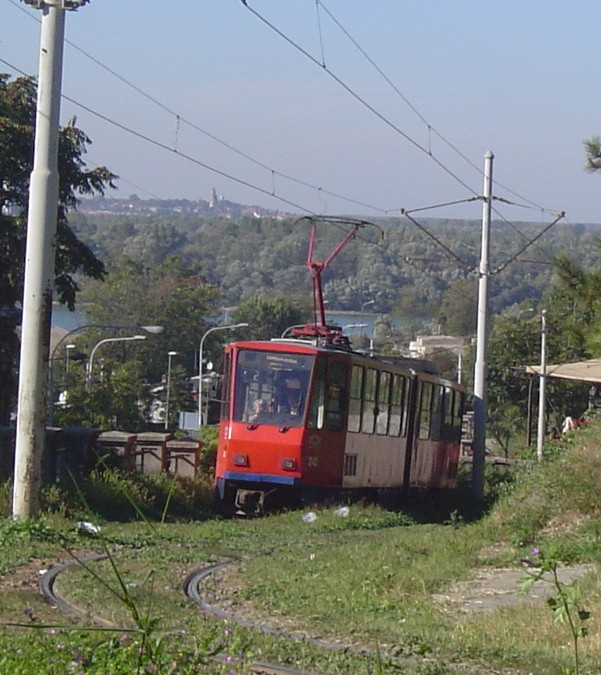
在塞爾維亞首都貝爾格勒，行駛於綠色軌道上的輕軌電車。

另一種做法是增加植被的數量。這種做法可與綠化屋頂相結合。綠化屋頂在較熱的天氣月份是極好的絕緣體，屋頂栽種的植物可冷卻周圍環境。當植物吸收二氧化碳並同時產生氧氣時，空氣品質可獲得改善。
綠化屋頂是在屋頂種植植被（例如樹木或是花圃）的做法。這些植物可增加反照率並降低UHI效應。經過研究，由於綠化屋頂受氣候條件的影響，變量難以測量，並且是非常複雜的系統，而受到批評。
利用生命週期評估方法衡量典型城市的混合用途社區中廣泛安裝的綠化屋頂，結果顯示綠化屋頂對私人而言，目前尚不具有成本效益，但對多戶住宅和商業建築的綠色屋頂，把社會效益列入考慮時，則具有競爭力。多戶住宅和商業綠色屋頂也是減少溫室氣體和雨雪水徑流的有競爭力替代方案。但綠色屋頂並非最具競爭力的節能技術。
綠色停車場採用植被和瀝青以外的表面，也可達到限制UHI效應的目的。
本節摘自綠色基礎設施。

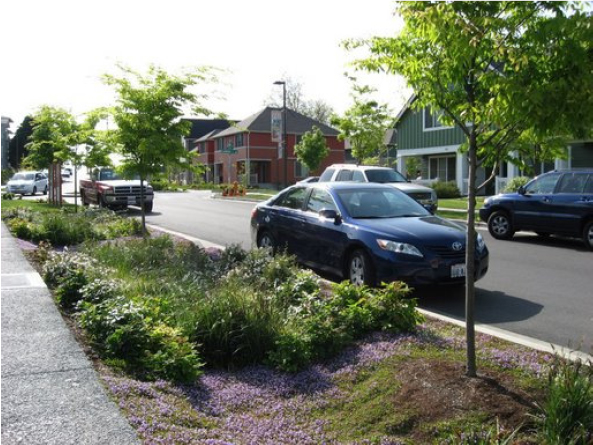
美國西雅圖街道旁的低窪地及緊鄰的透水混凝土人行道，雨雪水經這些設施過濾後進入土壤，可減少城市逕流進入排水溝的機會。

綠色基礎設施（或稱藍綠色基礎設施）指的是透過與自然共建，提供解決城市和氣候挑戰的“原料”網絡。這種方法的主要組成包括雨雪水管理、氣候變化調適、減少熱負荷、增加生物多樣性及糧食生產、改善空氣品質、達成永續能源生產、提供清潔水和健康土壤，以及加入更多以人類為中心的功能，例如在城鎮及周邊地區經由休閒活動，以及增加遮蔭和休憩地點來提高生活品質。綠色基礎設施還可為周圍的社會、經濟和環境健康提供生態框架。近來學者和活動家還呼籲建立綠色基礎設施，以促進社會包容和平等，而不是強化現有，以不平等方式獲取自然界服務的架構。

### 被動式日間輻射冷卻
採用被動式日間輻射冷卻技術可讓白色屋頂的節能效果加倍，原因是其可把紅外窗口中的太陽能和熱放射大量反射，在炎熱乾燥的城市（如鳳凰城和拉斯維加斯）具有甚高的冷卻潛力。這種材料安裝在密集城市地區的屋頂上時，可顯著降低室外，行人範圍的表面溫度。

## 社會與文化

### 研究史
英國學者盧克·霍華德在1810年代就率先調查和描述這種UHI現象，但他不是為這種現象命名的人。盧克·霍華德對UHI的第一份報告中描述，倫敦市中心夜間的溫度比周圍鄉村的高2.1°C（3.7°F）。
此類對城市大氣的調查在19世紀內持續進行。在1920年代和1940年代之間有局部氣候學（或稱微氣象學）興起，歐洲、墨西哥、印度、日本和美國的研究人員採用這類新的方法來了解此一現象。
1929年，阿爾伯特·佩普勒在德國出版物中使用städtische Wärmeinsel（德語中的城市熱島之意，據信這是首個與城市熱島等效的實例）。從1990年到2000年間，每年對此發表的研究報告大約有30篇；到2010年，數目增加到100篇，到2015年，數目超過300篇。
Leonard O. Myrup於1969年發表第一個綜合定量研究來預測UHI的影響。他的論文針對UHI深入調查，並批評當時既有理論過於著重於質性研究（相對於量化研究）。

### 社會不平等的面向
一些研究顯示UHI對健康的影響有不成比例的現象，因為根據年齡、族群和社會經濟地位等多種因素，其影響呈現分佈不均的現象。這為UHI對健康的影響有成為環境正義問題的可能。
社區收入與樹蔭覆蓋之間存在關聯性。低收入社區的樹木數量與高收入社區相比，往往少得多。研究人員的假設是較不富裕的社區無經濟資源來種植和維護樹木，而富裕的社區可在“公共和私人財產”上種植更多的樹。部分原因還在於較富裕的屋主和社區買得起更多的土地，再建為綠帶，而較貧窮的地方通常是租屋而居，地主通常會在其土地上盡可能增加居住人口密度，達到利潤最大化。
研究人員還注意到廣設的不透水鋪面與美國各個城市和州的低社會經濟社區有關聯。使用這些材料（包括混凝土、焦油和瀝青）的程度可作為“城市內溫度變化”的預測指標。

### 首席熱力官
從2020年代開始，全球許多城市開始設置首席熱力官職位，以組織和管理用於抵消UHI效應的工作。

## 範例

### 美國
法案S.4280於2020年提交給美國參議院，將授權國家綜合高溫健康信息系統機構間委員會 (National Integrated Heat Health Information System Interagency Committee ，NIHHIS) 來應對美國的極端高溫現象。這項立法如經通過，將為NIHHIS提供五年的經費，並將在NIHHIS內啟動一項1億美元的撥款計劃，以鼓勵和資助城市減熱項目，包括使用冷卻屋頂和人行道的項目，以及改善暖通空調系統的項目。截至2020年7月22日，法案尚未提交給美國國會。
紐約市認定行道樹的單位面積降溫潛力最高，其次是綠化屋頂、淺色表面和在開放土地種植樹木。從成本效益的角度來看，淺色表面、淺色屋頂和路邊種植的單位降溫成本較低。

#### 洛杉磯
洛杉磯在1997年有個假想的“涼爽社區”計劃，根據預測，在種植1,000萬棵樹、重新整修500萬座房屋的屋頂並對4分之1的道路進行加色後，城市溫度可降低大約3°C（5°F）（估計花費成本為10億美元），通過減少空調，估計每年可帶來1.7億美元的收益，並在霧霾造成相關的健康問題方面節省3.6億美元。
在1998年針對洛杉磯盆地的個案研究，模擬顯示即使並未在這些城市熱島中策略性的植樹，一般植樹仍可大幅度減少污染物和能源消耗。估計洛杉磯市經過大規模實施，每年可節省1億美元，其中大部分節省來自涼爽屋頂、淺色路面和植樹。當在整個市內實施後，從降低霧霾水平的額外好處是每年至少可節省10億美元。
洛杉磯的環境倡議組織TreePeople舉辦的活動是植樹能賦予社區力量的一個例子。這個組織為當地人提供聚在一起、培養能力、社區自豪感以及相互合作和交流的機會。

### 日本
在2008年之前的100年裡，東京的平均氣溫已上升約3°C，而大阪則上升2°C。由於全球變暖導致日本的平均氣溫升高約1°C，因此UHI效應導致的額外氣溫升高在東京約為2°C，在大阪約為1°C。針對UHI問題，日本政府於2002年成立促進緩解UHI效應聯絡委員會，並於2004年制定《減輕城市熱島效應政策框架綱要》。綱要規定每年需檢討為減緩UHI效應而採取的措施，聯絡委員會每年舉行會議，並發布進度報告。減緩措施包括降低人為熱排放、通過在建築群中創造風道以盡力避免熱量積聚、促進綠化及改善路面等。另一個新想法是沿著電車線路種植草地。屋頂和牆壁的綠化已經成為普遍的做法，近來有越來越多的居民在自家窗外的網或框上種植牽牛花、苦瓜等攀緣植物，形成植被綠幕。也有都市民眾自發性，稱為Uchimizu（打ち水，灑水之義）的做法，在炎熱天氣時將家中餘水（例如洗澡水）灑在街上，取得降溫的效果。

### 雅典綠地倡議
希臘首都雅典已採取措施，以減少城市熱島效應並減少車輛污染的影響。為建立提供降溫的綠色空間，小塊未使用的土地被重新設置成袖珍公園。

## 外部連結
- Global Cool Cities Alliance （页面存档备份，存于）
- Urban Heat Islands – introductory video by Science Museum of Virginia （页面存档备份，存于）